# Walter Kutschmann
Walter Kutschmann, född 24 maj 1914 i Dresden, död 30 augusti 1986 i Buenos Aires, var en tysk kriminalkommissarie och SS-Untersturmführer. Han var ansvarig för massmord i Galizien och Västra Ukraina under andra världskriget. 

## Biografi
I juli 1941 deltog Kutschmann i massakern på judiska professorer och akademiker i Lwów. Året därpå tog han del i massakrer på judar i Berezjany och Pidhajtsi i Galizien.
Efter andra världskriget flydde Kutschmann till Argentina, där han levde under namnet Pedro Olmo. Så småningom kom västtyska myndigheter honom på spåren och begärde honom utlämnad i november 1985. Han avled av hjärtinfarkt i argentinskt häkte året därpå.

### Webbkällor
- ”AROUND THE WORLD; Suspected War Criminal Dies in Argentina” (på engelska). The New York Times. 1 september 1986. ISSN 0362-4331. Arkiverad från originalet den 18 augusti 2014. https://www.webcitation.org/6RuGUHrNI?url=http://www.nytimes.com/1986/09/01/world/around-the-world-suspected-war-criminal-dies-in-argentina.html. Läst 18 augusti 2014.